# El pie varo
El pie varo, también conocido como El patizambo, El lisiado y El zambo es una de las pinturas más conocidas del pintor español José de Ribera, está realizado en óleo sobre tela y fue pintado en 1642, mide 164 cm de alto y 94 cm de ancho. Se trata de un ejemplo crítico del realismo de la escuela española del Siglo de Oro, una época donde esta pintura se caracterizaba por un supuesto gusto de representar lo oscuro y morboso.
Se exhibe actualmente en el Museo del Louvre de París (planta 1, sala 718), gracias al legado del coleccionista Louis La Caze (1869), quien tenía la obra dentro de su colección bajo la cita: “El Enano. Uno de los cuadros más bellos de Ribera”. Incluyó otras obras maestras como Betsabé de Rembrandt. Antes de ingresar en las colecciones del Louvre, se le llamó El enano, pues el personaje representado lo parece. 
José de Ribera, siendo un gran pintor de estilo naturalista, recalca el tenebrismo en sus composiciones, realizando “una paleta de colores sobrios, como tierras, gamas tostadas, manejando de esta forma, un claroscuro violento”, pero luego, lo evoluciona hasta llegar a un estilo luminoso y un poco colorista separándose de esa tradición de Caravaggio por las influencias de varios pintores a lo largo de su carrera artística. Sabemos que anteriormente, había pintado mendigos cuyos orígenes se desconocen, como “El mendigo ciego y su lazarillo” alrededor de 1632 y “El viejo mendigo” de 1640. 

## Historia
En la página web del Museo del Louvre se señala que esta obra debió ser un encargo de un comerciante flamenco pudiendo este ser Jan Vandeneyden o su hijo Ferdinand Vandeneyden. Aproximadamente en el año de 1642 este cuadro pasó a la hija de este último, Giovanna, esposa de Giuliano Colonna di Galatro, heredando ambos el palacio napolitano de los Vandeneyden, que posteriormente se convirtió en el Palazzo Colonna di Stigliano cuando los Colonna tomaron el título de Príncipe de Stigliano. La pintura permaneció en la familia Stigliano hasta alrededor de 1830 cuando Cecilia Ruffo di Bagnara, viuda de Andrea Colonna, príncipe de Stigliano, quien por reveses de fortuna debió vender esta pintura y gran parte de su colección llegó a Francia a la colección de Louis La Caze quien posteriormente donó esta obra al Museo del Louvre donde en la actualidad se encuentra.
Durante mucho tiempo se ha creído que esta obra fue pintada para el virrey español de Nápoles el duque de Medina de las Torres. No obstante, la investigadora Véronique Gerard Powell sostiene que este error se debe a que en el siglo XVII había dos ramas principescas que llevaban el nombre de Stigliano: la de los Carafa di Stigliano y la de los Colonna di Stigliano, a la primera de esta rama pertenecía la famosa Anna Carafa, esposa del virrey de Nápoles Medina de las Torres, pero, esta rama se extinguió en 1697, a la muerte de don Nicola Carafa de Guzmán.

## Análisis del cuadro
Este lienzo muestra el realismo estricto e interés por las figuras populares que pintaba José de Ribera. El cuadro está firmado y datado en el ángulo inferior derecho, sobre el suelo: Juseppe de Ribera español F. 1642. La estructura compositiva es simple: un mendigo de cuerpo entero sobre un fondo paisajístico.  
El cuadro representa al joven mendigo con aspecto humilde. Tiene un pie deforme, varo, de manera que no puede sostenerse sobre el talón. El patizambo sonríe directamente al espectador a pesar de su adversidad, pero sintiéndose feliz por haber llamado la atención de quien se encuentra contemplando la obra, viéndose que le faltan algunos dientes. Sostiene un trozo de papel en su mano que dice en latín: DA MIHI ELIMO/SINAM PROPTER AMOREM DEI, que significa ‘Deme una limosna, por amor de Dios’, siendo esto una inscripción que lleva directamente a la caridad, al amor de Dios y la salvación del alma. Este papel era la autorización necesaria en el reino de Nápoles para ser un pordiosero. Con ese mismo brazo sujeta al hombro su muleta.
El mendigo se mantiene en pie frente a un cielo claro y luminoso, cubierto por una nube vaporosa plateada, llenando el lienzo con una luz casi natural y planteando el horizonte bajo. En ello se ve que es una obra del período de madurez de Ribera, pues evolucionó desde un tenebrismo caravaggesco a un estilo luminoso bajo la influencia de los maestros de Bolonia (Annibale Carracci, Guido Reni), Venecia (Tiziano) y Amberes (Van Dyck). 
La figura en su conjunto se representa de forma casi monumental, desde un punto de vista muy bajo, propio de los retratos reales, lo que dota a la figura del mendigo de gran dignidad. Los tonos son monocromos, viendo en el luminoso azul del cielo al igual que los colores apagados y oscuros que presenta el mendigo. Esta obra cuenta con varios estudios científicos, ya que, de acuerdo con estos, se menciona que “El patizambo o El niño cojo, muestra signos de espasticidad en los miembros derechos: el brazo, en extensión forzada del codo y con flexión palmar de la muñeca y dedos; la pierna, también en extensión, con apoyo solo de la punta del pie, con deformidad en vato del mismo” mostrando un posible diagnóstico de artrogriposis, siendo esto, un trastorno muscular, provocando rigidez y un desarrollo anormal en los niños. Aunque un estudio más reciente, realizado por el Hospital Robert Debré de Paris, comenta que el personaje no cuenta con un pie varo, pero si padecía de una hemiplejía derecha, que es la muñeca y pie derecho torcidos, que, a su vez, debió impedirle el habla correctamente y de ahí por qué sostiene una hoja de papel en la mano.